# Бумбешти-Жију
Бумбешти-Жију (рум. Bumbeşti-Jiu) је варош у округу Горж на југозападу Румуније. Налази се на крајњем северу историјске покрајине Олтеније у долини реке Жију.
На територији вароши се налазе манастири Лаиничи и Вишина из 14. века као и остаци римског утврђења из 106. године.

## Географија
Бумбешти-Жију се налази на северу округа Горж у Олтенији. Кроз варош протиче река Жију која узводно формира кањон заштићен као национални парк „Кањон Жија” и кроз који пролазе важни путеви који повезују Олтенију са Трансилванијом. Рељеф подручја вароши је брдско-планински са планинама Валкан и Паранг које раздваја кањонска долина реке Жију.
Територија вароши се постире на 212,92 km². На северу се граничи са округом Хунедоара, на југу са градом Таргу Жију, на истоку са општином Мушетешти, а на западу са општинама Скела и Турчинешти.

## Становништво
Према попису из 2021. у вароши Бумбешти-Жију живело је 7.684 становника што је за 1.248 мање (-13,97%) у односу на попис из 2011. када је било 8.932 становника. Већину становништва чине Румуни.
| Етнички састав према попису из 2021.‍ | Етнички састав према попису из 2021.‍ | Етнички састав према попису из 2021.‍ | Етнички састав према попису из 2021.‍ | Етнички састав према попису из 2021.‍ |
| ------------------------------------ | ------------------------------------ | ------------------------------------ | ------------------------------------ | ------------------------------------ |
|                                      |                                      |                                      |                                      |                                      |
| Румуни                               | Румуни                               |                                      | 6.560                                | 85,37%                               |
| Роми                                 | Роми                                 |                                      | 163                                  | 2,12%                                |
| Италијани                            | Италијани                            |                                      | 4                                    | 0,05%                                |
| Остали                               | Остали                               |                                      | 9                                    | 0,12%                                |
| Непознато                            | Непознато                            |                                      | 948                                  | 12,34%                               |

### Насеља
Варош Бумбешти-Жију обухвата, поред самог насеља Бумбешти-Жију, и још четири насеља: Куртишоара, Лазарешти, Плеша и Тетила.
| Назив               | Румунски назив | Становништво | Становништво |
| Назив               | Румунски назив | 2011.        | 2021.        |
| ------------------- | -------------- | ------------ | ------------ |
| Бумбешти-Жију       |                | 6.377        | 5.473        |
| Куртишоара          |                | 689          | 687          |
| Лазарешти           |                | 367          | 370          |
| Плеша               |                | 339          | 303          |
| Тетила              |                | 1.160        | 851          |
| Варош Бумбешти-Жију |                | 8.932        | 7.684        |

## Галерија
- Остаци римског утврђења
- Манастир Лаиничи
- Остаци старе цркве манастира Вишина
- Манастир Вишина